# Heighington (Durham)
Heighington è un villaggio dell'Inghilterra, appartenente alla contea del Durham.